# Алея Шуберта
Алея Шуберта (англ. Shubert Alley) — пішохідна алея в театральному районі Манхеттена в Нью-Йорку. Алея, приватний громадський простір, з’єднує 44-ту та 45-ту вулиці та займає близько 590 м2. Проходить посередині міського кварталу, паралельно Восьмій авеню на заході та Бродвею на сході. Західна половина алеї впирається в театри Shubert і Booth, а східна половина примикає до One Astor Plaza. Оскільки вона розташована поблизу кількох великих театрів, алея вважається географічним центром бродвейського театру.

## Історія
Таймс-сквер став епіцентром великомасштабних театральних постановок між 1900 роком і Великою депресією. Театральний район Манхеттена почав зміщуватися з Юніон-сквер і Медісон-сквер протягом першого десятиліття 20 століття. До того, як були побудовані театри, район Таймс-сквер був в основному житловим, містив таунхауси з коричневого каменю та кілька комерційних орендарів. Багато бродвейських театрів були побудовані на бічних вулицях, а не на самому Бродвеї, а в околицях Таймс-сквер сітка вулиць Манхеттена була організована довгими міськими кварталами між Бродвеєм і Восьмою авеню. Оскільки ці бічні вулиці, як правило, не були з’єднані міжквартальними проходами, перші театри були створені у вигляді «серії незв’язаних груп», як описав Крістофер Грей з Нью-Йорк-таймс.